# Anna Carin Zidek
Anna Carin Helena Cecilia Zidek z d. Olofsson (ur. 1 kwietnia 1973 r. w Svegu) – szwedzka biathlonistka, wcześniej biegaczka narciarska, dwukrotna medalistka olimpijska, sześciokrotna medalistka mistrzostw świata.

## Kariera
Początkowo uprawiała biegi narciarskie. W 1993 roku wystąpiła na mistrzostwach świata juniorów w Harrachovie, gdzie razem z koleżankami zdobyła srebrny medal w sztafecie. Zajęła też 22. miejsce w biegu na 5 km techniką klasyczną i 24. miejsce w biegu na 15 km stylem dowolnym. W Pucharze Świata w biegach narciarskich zadebiutowała 12 marca 1994 roku w Falun, zajmując 49. miejsce w biegu na 10 km stylem dowolnym. W zawodach tego cyklu punktowała dwukrotnie: 4 lutego 1996 roku w Reit im Winkl była siedemnasta, a 29 grudnia 1998 roku trzynasta w sprincie techniką dowolną. W 2002 roku wzięła udział w igrzyskach olimpijskich w Salt Lake City, gdzie jej najlepszym wynikiem było 37. miejsce w sprincie stylem dowolnym.
Od sezonu 2002/2003 startowała w biathlonie. W Pucharze Świata w biathlonie po raz pierwszy pojawiła się 5 grudnia 2002 roku w Östersund, zajmując 51. miejsce w sprincie. Pierwsze punkty wywalczyła 19 grudnia 2002 roku w Osrblie, gdzie zajęła 25. miejsce w tej samej konkurencji. Pierwszy raz na podium zawodów pucharowych stanęła 20 stycznia 2005 roku w Anterselvie, gdzie bieg indywidualny ukończyła na drugiej pozycji. W zawodach tych rozdzieliła Ołenę Zubryłową z Ukrainy i Rosjankę Olgę Miedwiedcewą. W kolejnych startach jeszcze 29 razy stawała na podium, odnosząc przy tym 12 zwycięstwa: 17 grudnia 2005 roku w Osrblie, 16 marca 2006 roku w Kontiolahti,15 grudnia 2006 roku w Hochfilzen, 17 stycznia 2007 roku w Pokljuce, 11 grudnia 2009 roku w Hochfilzen i 13 stycznia 2010 roku w Ruhpolding wygrywała sprinty, 18 grudnia 2005 roku w Osrblie i 18 marca 2006 roku w Kontiolahti biegi pościgowe, 25 lutego 2006 roku w Turynie i 14 stycznia 2007 roku w Ruhpolding była najlepsza w biegach masowych, a 7 grudnia 2005 roku w Hochfilzen i 1 grudnia 2010 roku w Östersund triumfowała w biegach indywidualnych. Najlepsze wyniki osiągnęła w sezonie 2005/2006, kiedy zajęła drugie miejsce w klasyfikacji generalnej, za Niemką Kati Wilhelm. W tym samym sezonie była też druga w klasyfikacji sprintu i biegu pościgowego oraz trzecia w biegu indywidualnym. Sezon 2006/2007 ukończyła na trzecim miejscu, za dwoma Niemkami: Andreą Henkel i Kati Wilhelm. Zwyciężyła za to w klasyfikacji sprintu, a w biegu indywidualnym była druga. Ponadto w sezonie 2009/2010 zwyciężyła w klasyfikacji biegu indywidualnego.
Pierwszy medal w biathlonie wywalczyła w 2005 roku, zajmując drugie miejsce w starcie masowym na mistrzostwach świata w Hochfilzen. Uplasowała się tam między Norweżką Gro Marit Istad-Kristiansen a Olgą Pylową (Miedwiedcewą). Kolejne trzy medale zdobyła podczas rozgrywanych dwa lata później mistrzostw świata w Anterselvie. Najpierw zajęła drugie miejsce w sprincie, przegrywając tylko z Niemką Magdaleną Neuner. Następnie zajęła trzecie miejsce w biegu pościgowym, plasując się za Neuner i Lindą Grubben z Norwegii. Ponadto razem z Heleną Jonsson, Björnem Ferrym i Carlem Johanem Bergmanem zwyciężyła w sztafecie mieszanej. W tej samej konkurencji zdobyła również srebrny medal na mistrzostwach świata w Pjongczangu w 2009 roku oraz brązowy podczas mistrzostw świata w Chanty-Mansyjsku rok później.
W 2006 roku startowała na igrzyskach olimpijskich w Turynie, gdzie dwukrotnie stawała na podium. W sprincie wywalczyła srebrny medal, plasując się za Francuzką Florence Baverel-Robert a przed Liliją Jefremową z Ukrainy. Dziewięć dni później zwyciężyła w biegu masowym, zostając pierwszą w historii mistrzynią olimpijską w tej konkurencji. Wyprzedziła tam Kati Wilhelm i Uschi Disl. Brała też udział w igrzyskach w Vancouver cztery lata później, gdzie najbliżej medalu była w biegu pościgowym, który ukończyła na czwartej pozycji. Walkę o podium przegrała tam z Francuzką Marie-Laure Brunet. Zajęła też między innymi piąte miejsce w sztafecie i trzynaste w starcie masowym.
W 2011 roku zakończyła karierę.
W 2008 roku wyszła za mąż za Kanadyjczyka Toma Zidka. Mieszkają w szwedzkim Lillhärdal (gmina Härjedalen), mają dwójkę dzieci.

## Osiągnięcia w biathlonie

### Igrzyska olimpijskie
| Rok  | Miejscowość | Konkurencje | Konkurencje | Konkurencje | Konkurencje | Konkurencje | Konkurencje | Konkurencje |
| Rok  | Miejscowość | IN          | SP          | PU          | MS          | RL          | MR          | SR          |
| ---- | ----------- | ----------- | ----------- | ----------- | ----------- | ----------- | ----------- | ----------- |
| 2006 | Turyn       | 15.         | 2.          | 14.         | 1.          | –           | nd.         | –           |
| 2010 | Vancouver   | 17.         | 20.         | 4.          | 13.         | 5.          | nd.         | –           |

### Mistrzostwa świata
| Rok  | Miejscowość     | Konkurencje | Konkurencje | Konkurencje | Konkurencje | Konkurencje | Konkurencje | Konkurencje |
| Rok  | Miejscowość     | IN          | SP          | PU          | MS          | RL          | MR          | SR          |
| ---- | --------------- | ----------- | ----------- | ----------- | ----------- | ----------- | ----------- | ----------- |
| 2003 | Chanty-Mansyjsk | 24.         | 38.         | 31.         | –           | –           | nd.         | –           |
| 2004 | Oberhof         | 53.         | 61.         | –           | –           | –           | nd.         | –           |
| 2005 | Hochfilzen      | 8.          | 10.         | 6.          | 2.          | –           | nd.         | –           |
| 2005 | Chanty-Mansyjsk | nd.         | nd.         | nd.         | nd.         | nd.         | 13.         | –           |
| 2006 | Pokljuka        | nd.         | nd.         | nd.         | nd.         | nd.         | 6.          | –           |
| 2007 | Anterselva      | 5.          | 2.          | 3.          | –           | 1.          | –           | –           |
| 2008 | Östersund       | –           | 22.         | 23.         | –           | –           | 4.          | –           |
| 2009 | Pjongczang      | 4.          | 14.         | 15.         | 20.         | 5.          | 2.          | –           |
| 2010 | Chanty-Mansyjsk | nd.         | nd.         | nd.         | nd.         | nd.         | 3.          | –           |
| 2011 | Chanty-Mansyjsk | 45.         | 11.         | 13.         | 18.         | 6.          | 4.          | –           |

### Puchar Świata

#### Miejsca w klasyfikacji generalnej
| Sezon     | Miejsce |
| --------- | ------- |
| 2002/2003 | 51.     |
| 2003/2004 | 25.     |
| 2004/2005 | 10.     |
| 2005/2006 | 2.      |
| 2006/2007 | 3.      |
| 2007/2008 | 12.     |
| 2008/2009 | 10.     |
| 2009/2010 | 5.      |
| 2010/2011 | 10.     |

##### Zwycięstwa w zawodach
| Lp. | Dzień       | Rok  | Miejscowość | Konkurencja                | Pudła   | Czas biegu | Przypisy |
| --- | ----------- | ---- | ----------- | -------------------------- | ------- | ---------- | -------- |
| 1.  | 7 grudnia   | 2005 | Hochfilzen  | Bieg indywidualny na 15 km | 1+1+0+0 | 49:06,3    | –        |
| 2.  | 17 grudnia  | 2005 | Osrblie     | Sprint na 7,5 km           | 0+0     | 22:11,5    | –        |
| 3.  | 18 grudnia  | 2005 | Osrblie     | Bieg pościgowy na 10 km    | 1+0+0+2 | 32:01,7    | –        |
| 4.  | 25 lutego   | 2006 | Turyn       | Bieg masowy na 12,5 km     | 0+0+0+1 | 40:36,5    | IO       |
| 5.  | 16 marca    | 2006 | Kontiolahti | Sprint na 7,5 km           | 0+0     | 22:00,7    | –        |
| 6.  | 18 marca    | 2006 | Kontiolahti | Bieg pościgowy na 10 km    | 1+0+1+1 | 33:53,6    | –        |
| 7.  | 15 grudnia  | 2006 | Hochfilzen  | Sprint na 7,5 km           | 0+0     | 22:06,9    | –        |
| 8.  | 14 stycznia | 2007 | Ruhpolding  | Bieg masowy na 12,5 km     | 1+1+1+1 | 44:32,0    | –        |
| 9.  | 17 stycznia | 2007 | Pokljuka    | Sprint na 7,5 km           | 0+0     | 21:45,2    | –        |
| 10. | 11 grudnia  | 2009 | Hochfilzen  | Sprint na 7,5 km           | 0+1     | 23:10,8    | –        |
| 11. | 13 stycznia | 2010 | Ruhpolding  | Sprint na 7,5 km           | 0+0     | 23:49,6    | –        |
| 12. | 1 grudnia   | 2010 | Östersund   | Bieg indywidualny na 15 km | 0+0+0+0 | 45:26.1    | –        |

#### Miejsca na podium zawodów PŚ
| Lp. | Dzień       | Rok  | Miejscowość        | Konkurencja                | Lokata | Pudła   | Czas biegu | Strata  | Zwycięzca                   |
| --- | ----------- | ---- | ------------------ | -------------------------- | ------ | ------- | ---------- | ------- | --------------------------- |
| 1.  | 20 stycznia | 2005 | Anterselva         | Bieg indywidualny na 15 km | 2.     | 0+0+0+1 | 50:14,7    | +35,5   | Ołena Zubryłowa             |
| 2.  | 12 marca    | 2005 | Hochfilzen         | Bieg masowy na 12,5 km     | 2.     | 0+1+1+1 | 41:44,0    | +3,7    | Gro Marit Istad-Kristiansen |
| 3.  | 7 grudnia   | 2005 | Hochfilzen         | Bieg indywidualny na 15 km | 1.     | 1+1+0+0 | 49:06,3    | –       | –                           |
| 4.  | 17 grudnia  | 2005 | Osrblie            | Sprint na 7,5 km           | 1.     | 0+0     | 22:11,5    | –       | –                           |
| 5.  | 18 grudnia  | 2005 | Osrblie            | Bieg pościgowy na 10 km    | 1.     | 1+0+0+2 | 32:01,     | –       | –                           |
| 6.  | 6 stycznia  | 2006 | Oberhof            | Sprint na 7,5 km           | 2.     | 0+0     | 23:51,8    | +5,9    | Kati Wilhelm                |
| 7.  | 16 lutego   | 2006 | Cesana San Sicario | Sprint na 7,5 km           | 2.     | 1+0     | 22:33,8    | +2,4    | Florence Baverel-Robert     |
| 8.  | 25 lutego   | 2006 | Turyn              | Bieg masowy na 12,5 km     | 1.     | 0+0+0+1 | 40:36,5    | –       | –                           |
| 9.  | 16 marca    | 2006 | Kontiolahti        | Sprint na 7,5 km           | 1.     | 0+0     | 22:00,7    | –       | –                           |
| 10. | 18 marca    | 2006 | Kontiolahti        | Bieg pościgowy na 10 km    | 1.     | 1+0+1+1 | 33:53,6    | –       | –                           |
| 11. | 25 marca    | 2006 | Holmenkollen       | Bieg pościgowy na 10 km    | 3.     | 0+1+2+0 | 33:09,2    | +51,5   | Kati Wilhelm                |
| 12. | 3 grudnia   | 2006 | Östersund;         | Bieg pościgowy na 10 km    | 2.     | 1+0+0+0 | 32:07,1    | +59,7   | Linda Grubben               |
| 13. | 9 grudnia   | 2006 | Hochfilzen         | Bieg pościgowy na 10 km    | 3.     | 0+0+1+0 | 33:09,1    | +39,9   | Andrea Henkel               |
| 14. | 15 grudnia  | 2006 | Hochfilzen         | Sprint na 7,5 km           | 1.     | 0+0     | 22:06,9    | –       | –                           |
| 15. | 12 stycznia | 2007 | Ruhpolding         | Sprint na 7,5 km           | 2.     | 0+0     | 24:32,5    | +8,5    | Sandrine Bailly             |
| 16. | 14 stycznia | 2007 | Ruhpolding         | Bieg masowy na 12,5 km     | 1.     | 1+1+1+1 | 44:32,0    | –       | –                           |
| 17. | 17 stycznia | 2007 | Pokljuka           | Sprint na 7,5 km           | 1.     | 0+0     | 21:45,2    | –       | –                           |
| 18. | 3 lutego    | 2007 | Anterselva         | Sprint na 7,5 km           | 2.     | 1+1     | 22:49,2    | +2,3    | Magdalena Neuner            |
| 19. | 4 lutego    | 2007 | Anterselva         | Bieg pościgowy na 10 km    | 3.     | 2+0+1+2 | 33:09,2    | +7,6    | Magdalena Neuner            |
| 20. | 14 marca    | 2007 | Chanty-Mansyjsk    | Sprint na 7,5 km           | 3.     | 0+1     | 23:37,0    | +1:03,0 | Magdalena Neuner            |
| 21. | 17 marca    | 2007 | Chanty-Mansyjsk    | Bieg pościgowy na 10 km    | 2.     | 0+1+1+0 | 34:44,0    | +25,3   | Magdalena Neuner            |
| 22. | 20 stycznia | 2008 | Anterselva         | Bieg masowy na 12,5 km     | 2.     | 0+0+0+0 | 36:23,4    | +16,1   | Andrea Henkel               |
| 23. | 27 marca    | 2009 | Chanty-Mansyjsk    | Sprint na 7,5 km           | 3.     | 0+0     | 21:09,1    | +19,3   | Tina Bachmann               |
| 24. | 2 grudnia   | 2009 | Östersund          | Bieg indywidualny na 15 km | 2.     | 0+1+0+1 | 43:27,6    | +26,2   | Helena Jonsson              |
| 25. | 11 grudnia  | 2009 | Hochfilzen         | Sprint na 7,5 km           | 1.     | 0+1     | 23:10,8    | –       | –                           |
| 26. | 17 grudnia  | 2009 | Pokljuka           | Bieg indywidualny na 15 km | 2.     | 1+0+0+0 | 43:26,7    | +22,6   | Helena Jonsson              |
| 27. | 13 stycznia | 2010 | Ruhpolding         | Sprint na 7,5 km           | 1.     | 0+0     | 23:49,6    | –       | –                           |
| 28. | 18 marca    | 2010 | Holmenkollen       | Sprint na 7,5 km           | 3.     | 0+0     | 20:56,8    | +14,4   | Simone Hauswald             |
| 29. | 20 marca    | 2010 | Holmenkollen       | Bieg pościgowy na 10 km    | 3.     | 0+0+0+2 | 32:45,3    | +39,8   | Simone Hauswald             |
| 30. | 1 grudnia   | 2010 | Östersund          | Bieg indywidualny na 15 km | 1.     | 0+0+0+0 | 45:26,1    | –       | –                           |

## Osiągnięcia w biegach narciarskich

### Igrzyska olimpijskie
| Miejsce | Dzień     | Rok  | Miejscowość    | Konkurencja             | Czas biegu | Strata  | Zwyciężczyni      |
| ------- | --------- | ---- | -------------- | ----------------------- | ---------- | ------- | ----------------- |
| 30.     | 9 lutego  | 2002 | Salt Lake City | 15 km stylem dowolnym   | 39:54,4    | +2:59,4 | Stefania Belmondo |
| 46.     | 15 lutego | 2002 | Salt Lake City | 10 km łączony           | 25:09,9    | +2:10,8 | Beckie Scott      |
| 37.     | 19 lutego | 2002 | Salt Lake City | Sprint stylem dowolnym  | 3:10,6     | -       | Julija Czepałowa  |
| DNF     | 24 lutego | 2002 | Salt Lake City | 30 km stylem klasycznym | 1:30:57,1  | -       | Gabriella Paruzzi |

### Mistrzostwa świata juniorów
| Miejsce | Dzień   | Rok  | Miejscowość | Konkurencja            | Czas biegu | Strata  | Zwyciężczyni        |
| ------- | ------- | ---- | ----------- | ---------------------- | ---------- | ------- | ------------------- |
| 22.     | 2 marca | 1993 | Harrachov   | 5 km stylem klasycznym | 16:39,1    | +1:21,6 | Kateřina Neumannová |
| 2.      | 4 marca | 1993 | Harrachov   | Sztafeta 4 × 5 km      | 1:05:15,3  | +59,9   | Rosja               |
| 24.     | 6 marca | 1993 | Harrachov   | 15 km stylem dowolnym  | 14:28,7    | +3:16,2 | Irina Składniewa    |

### Puchar Świata

#### Miejsca w klasyfikacji generalnej
- sezon 1994/1995: -
- sezon 1995/1996: ?
- sezon 1996/1997: -
- sezon 1997/1998: -
- sezon 1998/1999: ?
- sezon 1999/2000: -
- sezon 2000/2001: -
- sezon 2001/2002: -